# 太華山
太華山（たいかざん）は、山口県周南市南端の大島半島にある標高362mの山。

## 概要
瀬戸内海国立公園の観光地である。標高は362mと高くないが、山頂から西に徳山湾と大津島、東に笠戸湾と笠戸島への眺望が開けていて、ハイキングコースとして市民に親しまれている。山頂には、与謝野鉄幹の詩碑、佐藤栄作元首相の顕彰碑がある。
中国の昆明に同名の山がある。

## 放送送信設備
- 当山の標高200m地点には、コミュニティ放送であるエフエム周南（愛称｢しゅうなんエフエム 78.4｣）の送信所が置かれている。

| 放送局名 （愛称）                        | コールサイン | 周波数  | 空中線電力 | ERP | 放送対象地域       | 放送区域内世帯数 |
| エフエム周南 （しゅうなんエフエム 78.4） | JOZZ8AJ-FM   | 78.4MHz | 20W        | 26W | 下松市及び周辺地域 | 約12万世帯       |

## アクセス
山陽自動車道徳山東ICから国道2号、県道下松新南陽線、県道徳山下松線を櫛ケ浜駅方向に向かう。公共交通機関であれば、山陽本線櫛ケ浜駅から防長バス(奈切行き)で10分程度で、登山口まで行ける。また、山頂付近まで車で上がることもできる。

## 近隣の施設
- 徳山競艇場
- 山口県立徳山総合支援学校